# Tellurometer

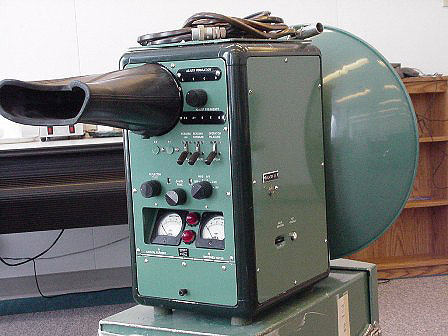
Tellurometer Model MRA 1

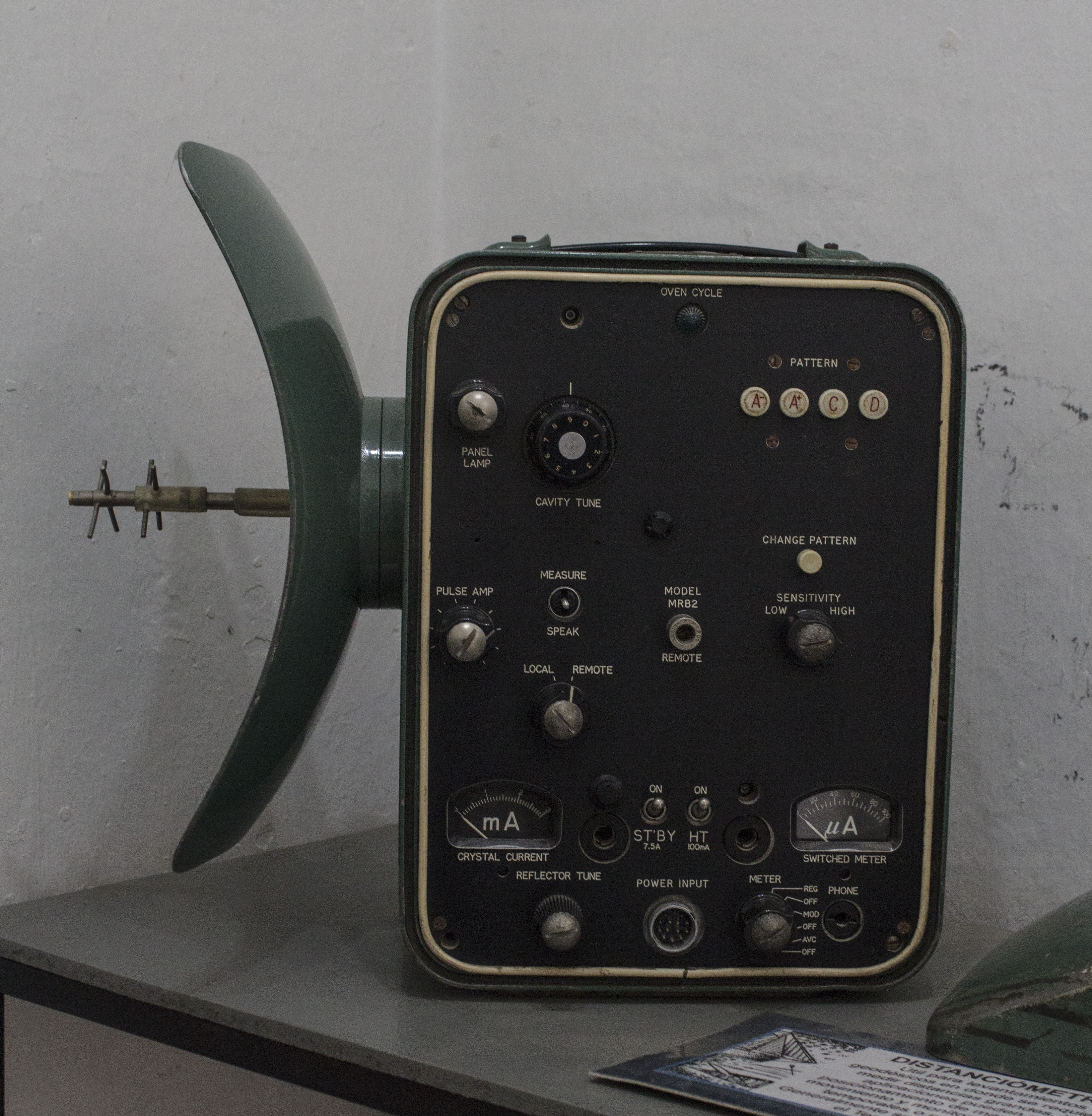
Tellurometer model MRB2

Tellurometer var det första framgångsrika elektroniska avståndsmätningsinstrument som användes i geodesisammanhang och byggde på mikrovågsteknik, men har blivit ersatt av geodimetern. Namnet kommer från Tellus, som benämning på planeten jorden.

## Historik
Den ursprungliga tellurometern, känd som Micro-Distancer MRA 1, introducerades 1957. Den uppfanns av Trevor Wadley från Telecommunications Research Laboratory vid South African Council for Scientific and Industrial Research (CSIR). Han var också upphovsman till Wadley Loop-mottagaren, som möjliggjorde precisionsinställning över bredband, en uppgift som tidigare hade krävt att växla mellan flera kristalloscillatorer.

## Funktionsprincip
Tellurometern avger en radiovåg med mikrovågsfrekvens. Fjärrstationen bär en transponder som returnerar den inkommande vågen i en liknande våg av mer komplex modulering. Den resulterande fasförskjutningen är ett mått på den tillryggalagda tvåvägssträckan. Resultaten visas på ett katodstrålerör med cirkulärt svep.

## Användning

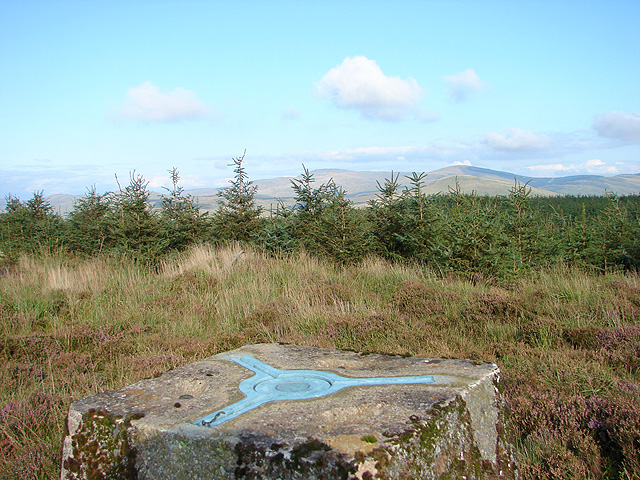
Typiska avståndsmätningar var mellan bergstoppar

Tellurometern ger avståndsmätningar med hög noggrannhet över geodetiska avstånd, men den är också användbar för andra ordningens undersökningsarbete, särskilt i områden där terrängen är ojämn och/eller har extrem temperatur. Exempel på avlägsna platser som kartlagts med hjälp av Tellurometer-undersökningar är Adams Bluff, Churchill Mountains, Cook Mountains, Jacobsen Glacier, Mount Albright, Mount Predoehl, Mount Summerson, Sherwin Peak och Vogt Peak.
Instrumentet tränger igenom dis och dimma i dagsljus eller mörker och har en normal räckvidd på 30–50 km men kan nå upp till 70 km.
MRB2 eller Hydrodist var en marin version som användes i kustnära hydrografiska undersökningar och kalibrering av fartyg med andra navigeringssystem.
De användes av Sydvietnamesiska armén i slutet av 1960-talet.

## Kommersiell användning
Det brittiska elektronikföretaget, Plessey, bildade ett nytt dotterbolag känt som Tellurometer (Pty) Limited på 1960-talet för att tillverka produkten och för att utveckla och sälja derivat. Företaget introducerade därefter numeriska displayer, halvledarsändare, integrerade kretsar och så småningom mikroprocessorer för produkten.